# سیارک ۱۰۱۴۹
سیارک ۱۰۱۴۹ (به انگلیسی: 10149 Cavagna، نامگذاری:1994PA) ده هزار و صد و چهل و نهمین سیارک کشف شده‌است که در ۳ اوت ۱۹۹۴ کشف شد.
قدر مطلق سیارک برابر ۱۵٫۰۰ است.